# الرومانية الكاثوليكية في الولايات المتحدة

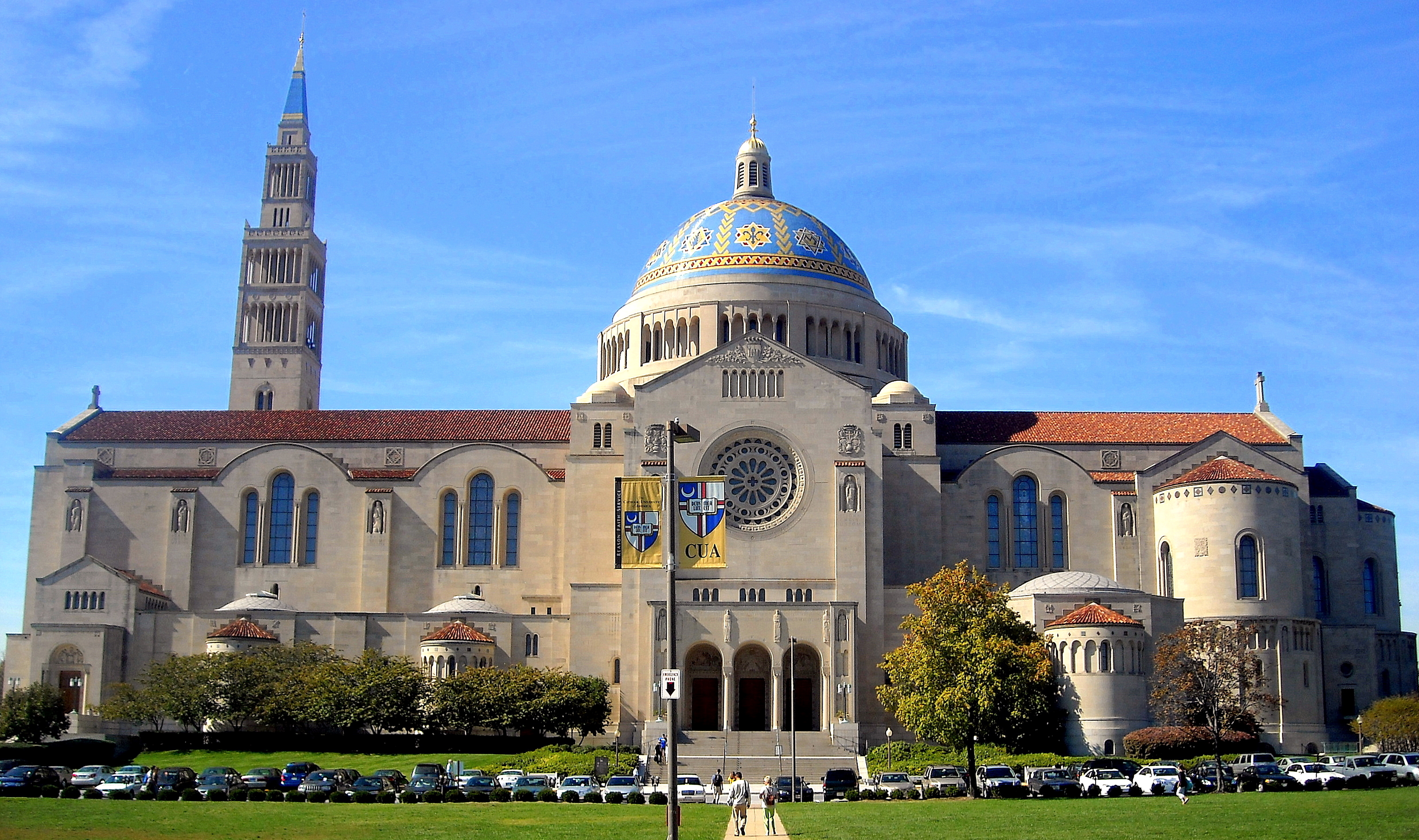
كاتدرائية المحبول بها بلا دنس في واشنطن العاصمة

الكنيسة الكاثوليكية في الولايات المتحدة جزء من الكنيسة الرومانية الكاثوليكية حول العالم وهي كنيسة مسيحية تابعة لبابا الفاتيكان. وتعيش في الولايات المتحدة ثالث أضخم مجموعة من الكاثوليك في العالم بعد البرازيل والمكسيك. والكاثوليكية هي ديانة معظم الأمريكيين الذين يعود أصلهم إلى دول أمريكا اللاتينية وإيرلندا وإيطاليا وبولندا. حيث أن عددهم يصل إلى 77.7 مليون مواطن أمريكي كاثوليكي.

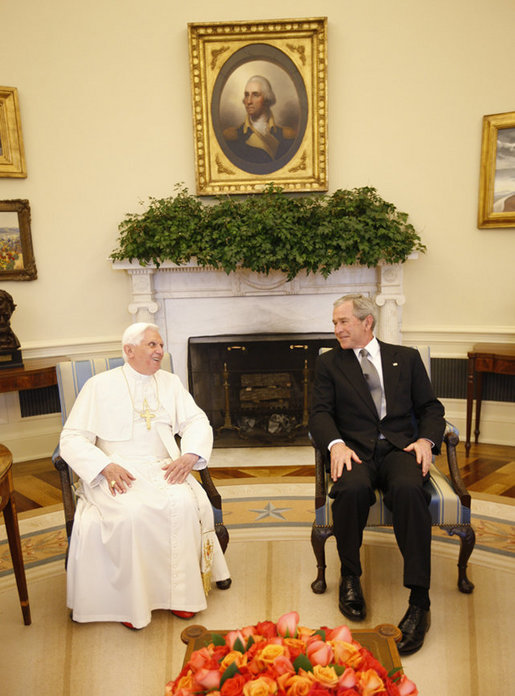
زيارة البابا بندكتس السادس عشر إلى الولايات المتحدة ولقائه بالرئيس الأمريكي السابق جورج دبليو بوش سنة 2008

قدمت الكنيسة الكائوليكية إلى الولايات المتحدة خلال الاستعمار الأوروبي للأمريكيتين وذلك من إسبانيا والمملكة المتحدة خلال القرن التاسع عشر. حيث قدمت مع كريستوفر كولومبوس خلال رحلته الثانية كنائس وأقامت في عدة مدن وولايات أمريكية.
على الرغم من أن الكاثوليك يشكلون ربع سكان الولايات المتحدة الا أنه خلال تاريخ الولايات المتحدة ترأس كاثوليكي واحد وهو جون كينيدي رئاسة الولايات المتحدة قبل أن يصبح جو بايدن الكاثوليكي الثاني الذي يرأس الولايات المتحدة.
تملك الكنيسة الكاثوليكية شبكة كبيرة من المؤسسات التعليمية والصحية والجمعيات الخيرية في الولايات المتحدة، تملك الكنيسة الكاثوليكية 230 جامعة وكلية منها جامعات نخبوية مثل جامعة جورجتاون وجامعة نوتردام وكلية بوسطن، ويدرس في الجامعات الكاثوليكية مليون طالب ويعمل فيها 65,000 بروفسور. بالإضافة إلى 6,288 مدرسة ابتدائية و1,210 مدرسة اعدادية وثانوية ويدرس في هذه المدارس الكاثوليكية 2,320,651 طالب. بالإضافة إلى ذلك تملك الكنيسة 625 مستشفى وتعتبر بذلك أكبر مؤسسة خيرية غير حكومية في الولايات المتحدة. تملك أيضًا الكنيسة العديد من المشاريع الخيرية والاجتماعية وتصل أعدادها إلى أكثر من 400 مؤسسة خيرية كاثوليكية.

## الكنائس الكاثوليكية في الولايات المتحدة
هذه صور بعض الكنائس والكاتدرائيات في الولايات المتحدة.

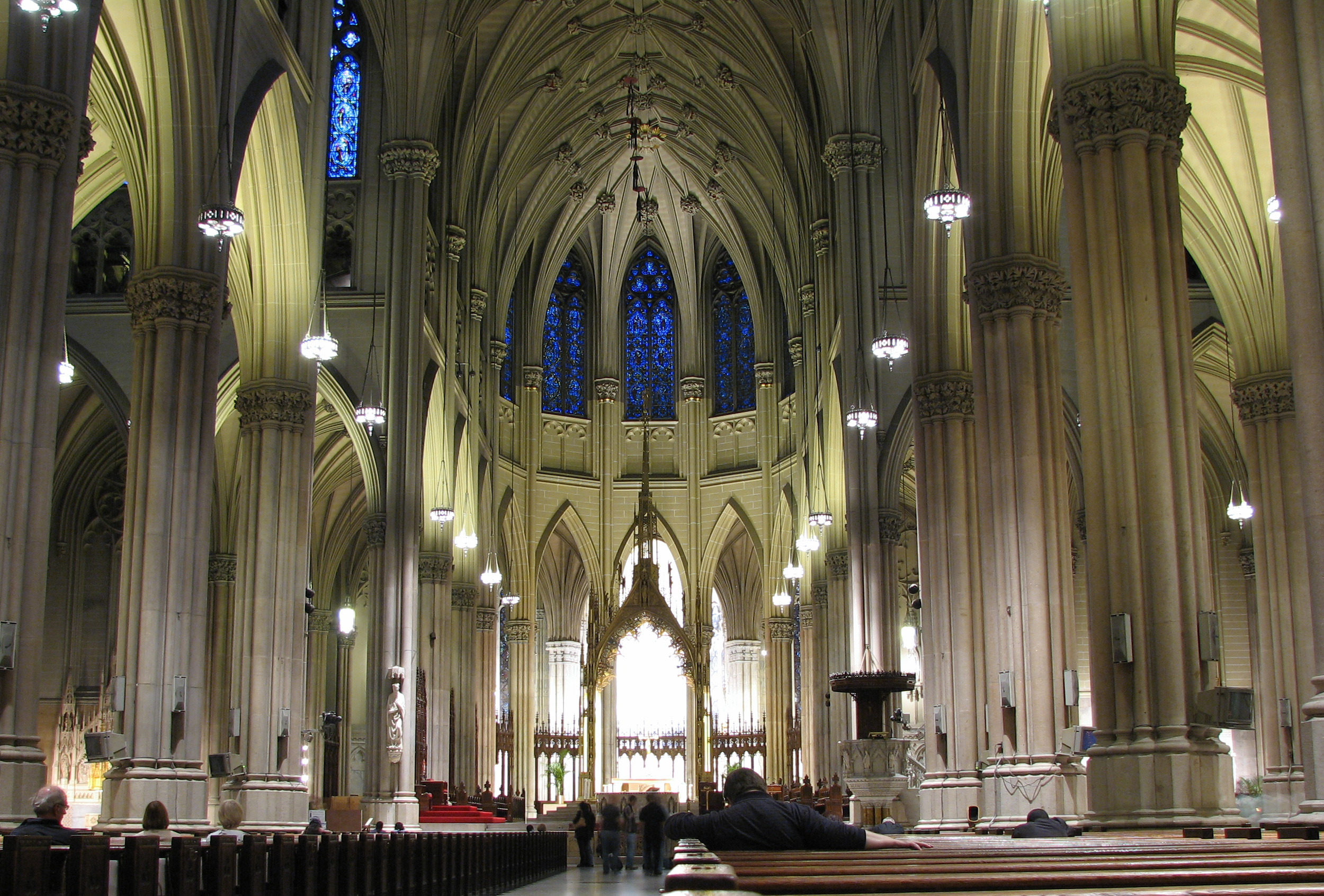
كاتدرائية القديس باتريك (من الداخل) في نيويورك.
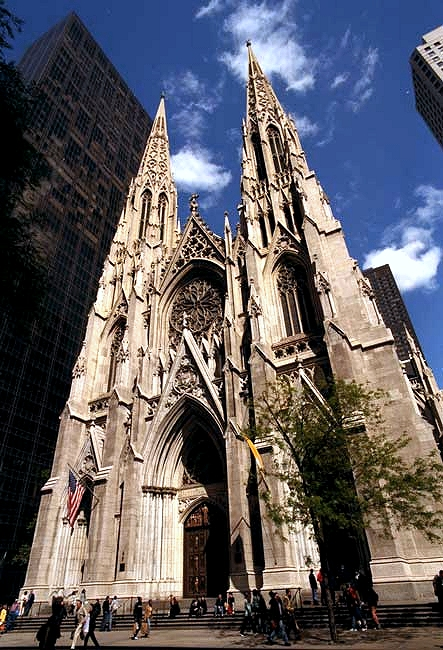
كاتدرائية القديس باتريك (من الخارج) في نيويورك.
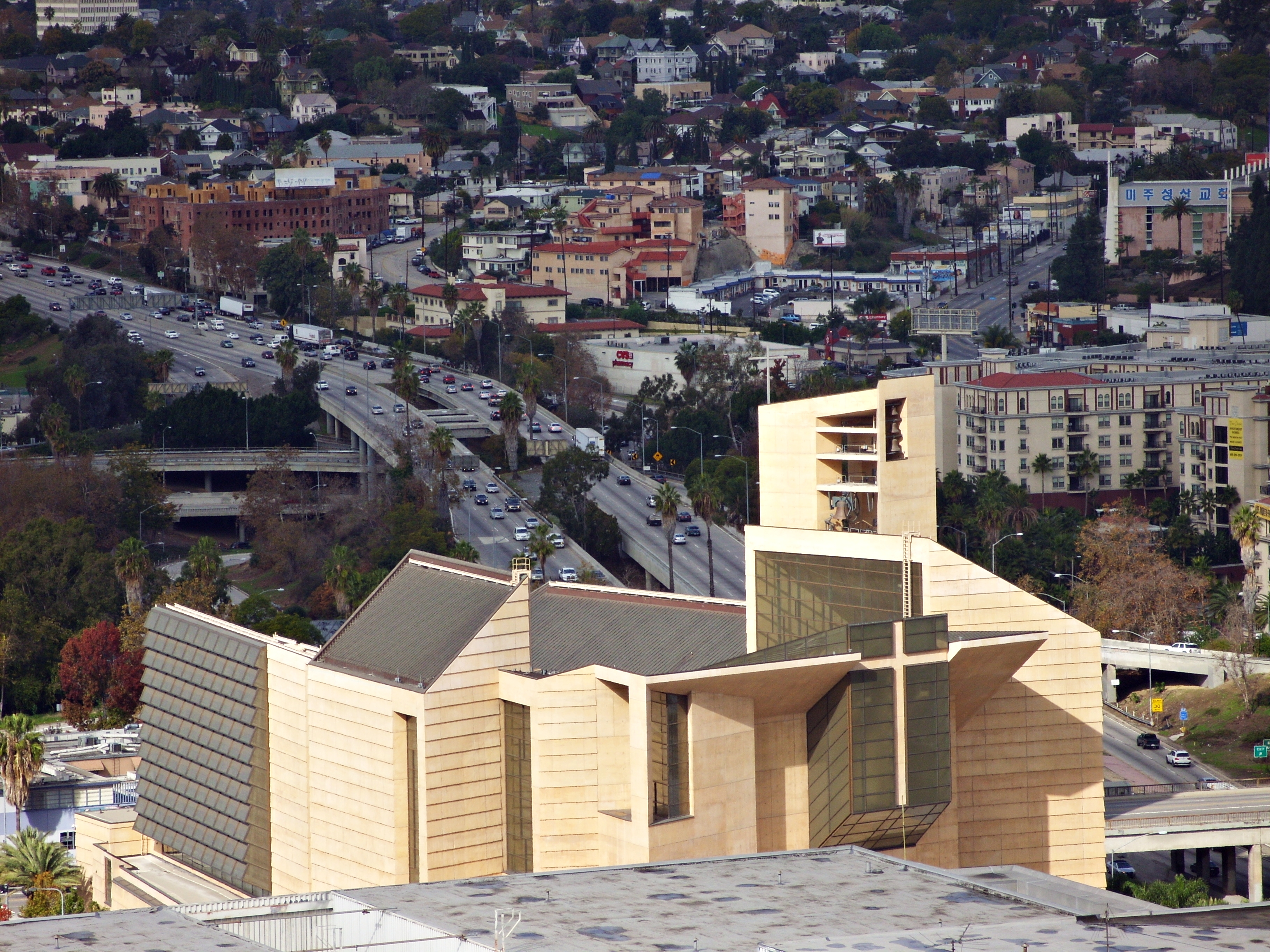
كاتدرائية سيدة الملائكة في لوس انجلوس.
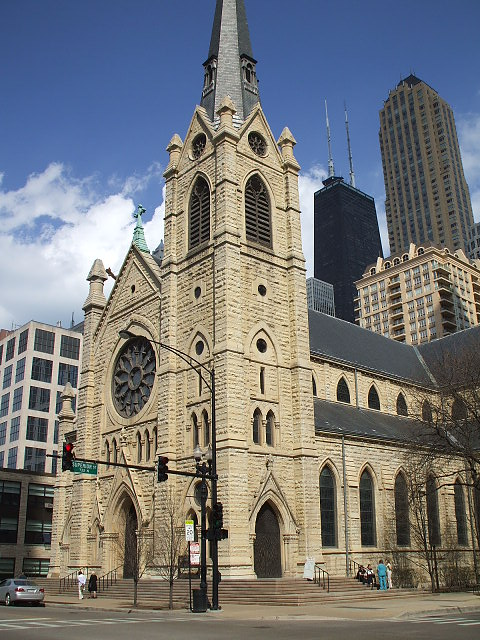
كاتدرائية الاسم المقدس في شيكاغو.
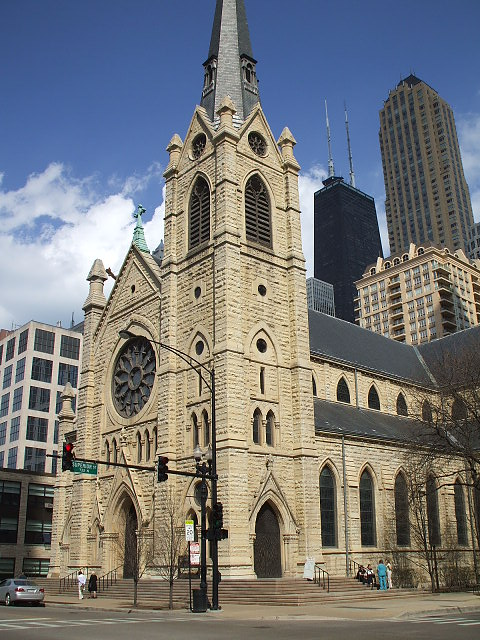
كاتدرائية بطرس وبولس في إنديانابوليس، إنديانا.
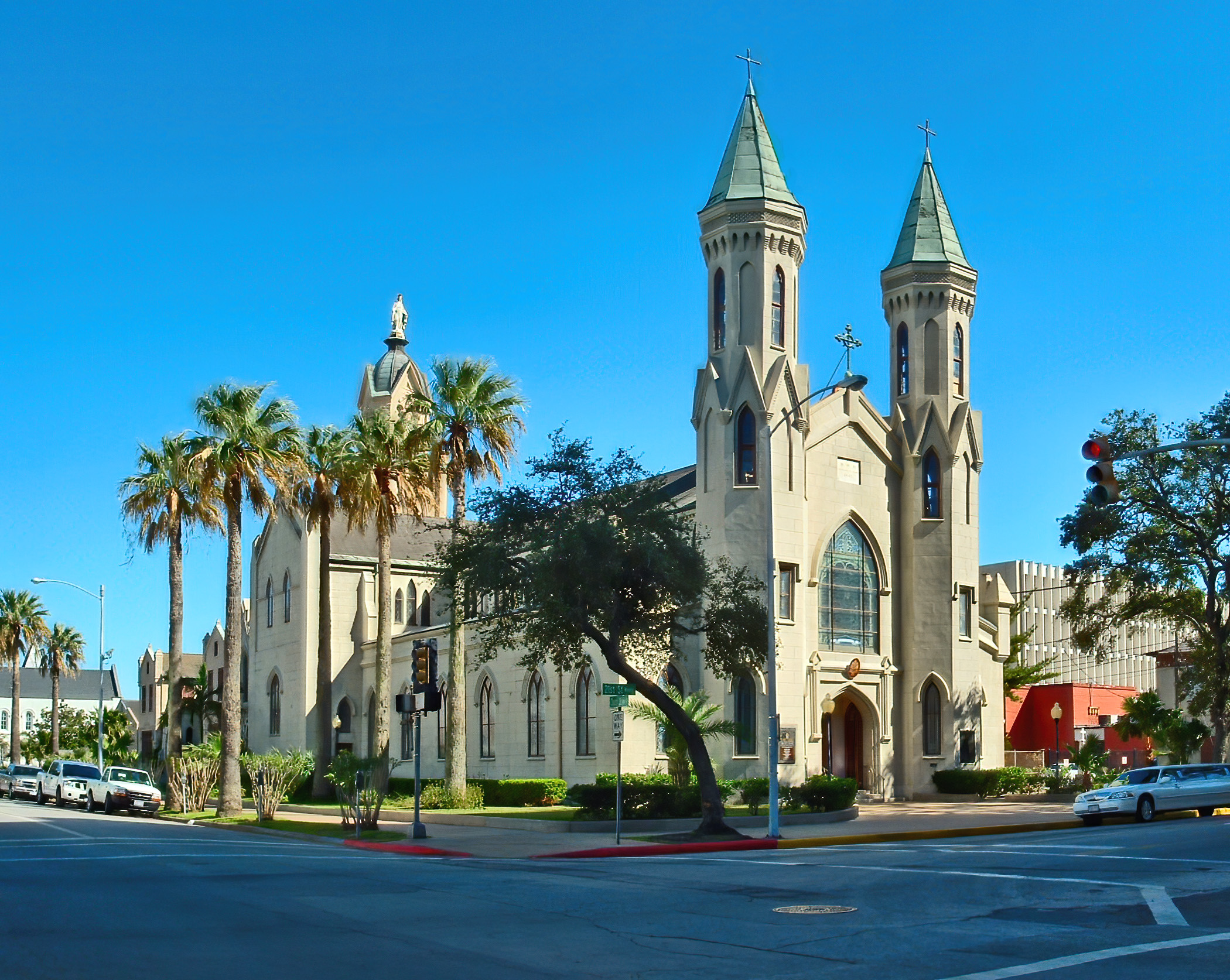
كاتدرائية مريم العذراء في ميامي.
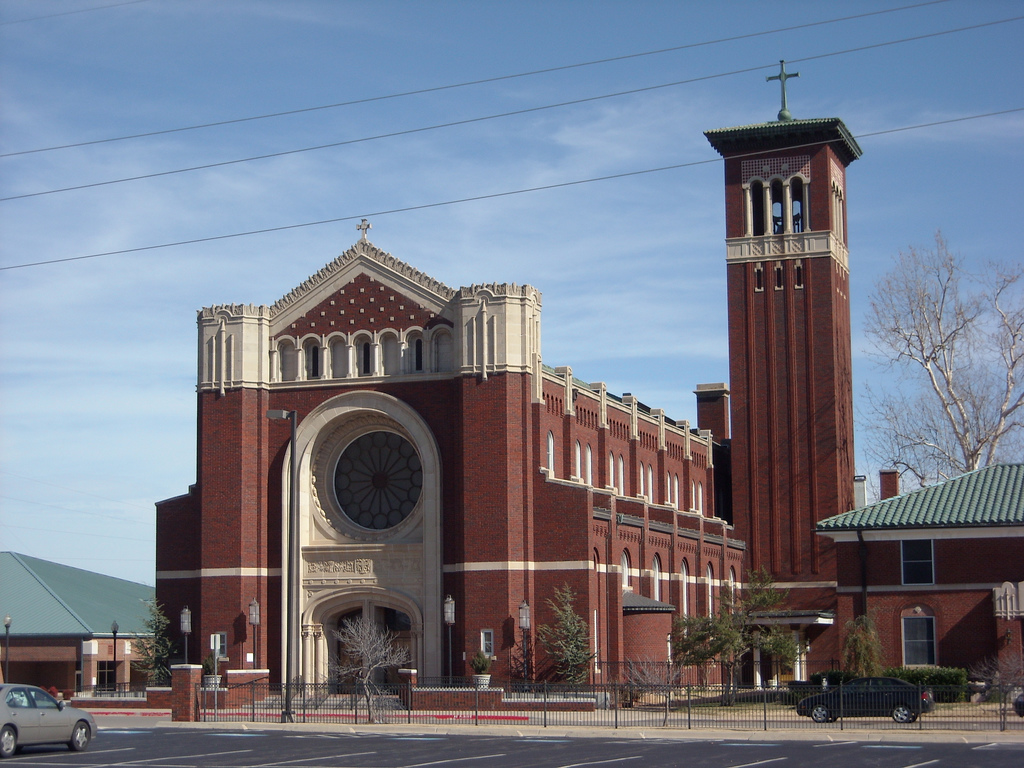
كاتدرائية سيدة المعونة الدائمة في أوكلاهوما.
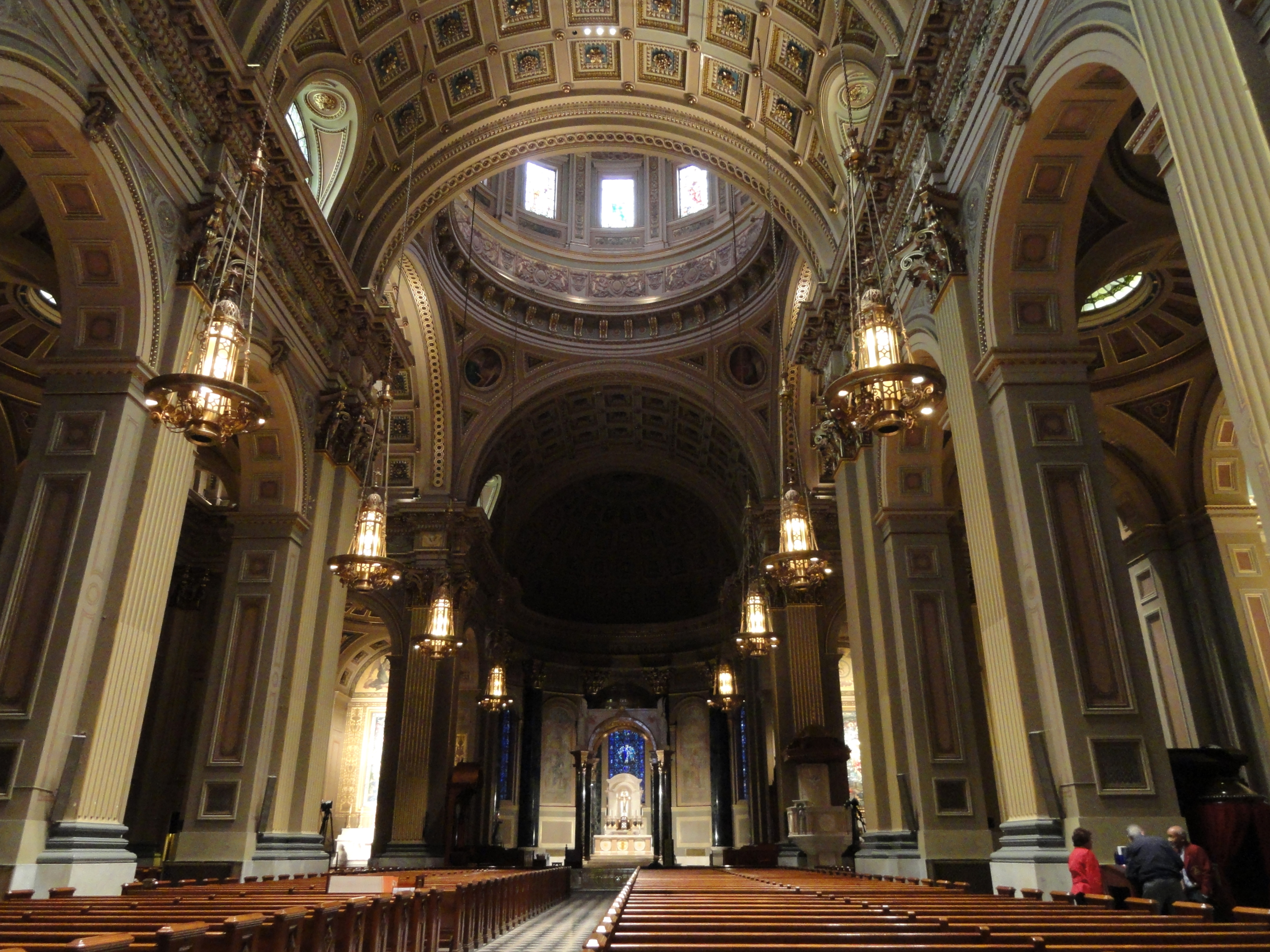
كاتدرائية القديسين بطرس وبولس في فيلاديلفيا.
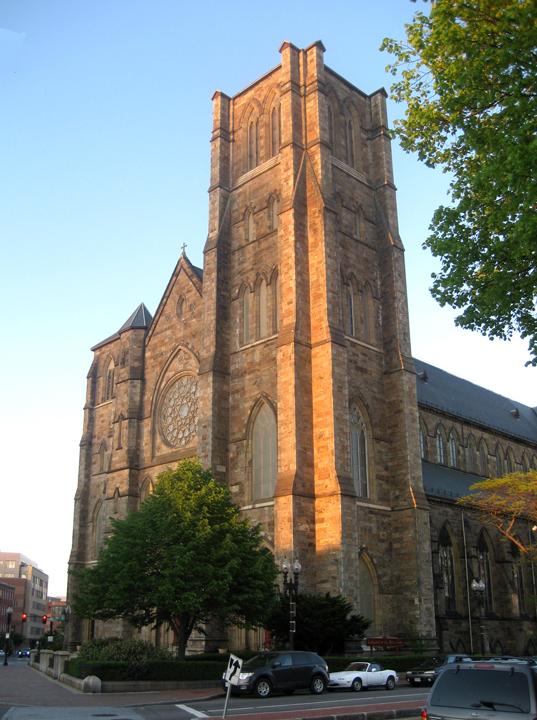
كاتدرائية الصليب المقدس في بوسطن.